# Le Brésil, Terre d'avenir
Le Brésil, terre d'avenir (allemand: Brasilien, ein Land der Zukunft; portugais: Brasil, País do Futuro) est un des derniers livres de Stefan Zweig, publié en 1941.
En exil au Brésil en 1940 et en 1941 (il avait découvert une première fois le pays lors d'un court voyage en 1936), Stefan Zweig exprime dans ce livre son enthousiasme pour cette terre et ses habitants qui l'ont immédiatement séduits. La beauté de l'une, la chaleur, la cordialité, le pacifisme des autres, l'enchantent et représentent pour lui une sorte d'antithèse pleine d'espoir d'une Europe en proie à la guerre qui l'attriste profondément (c'est à peu près en même temps qu'il écrit ses mémoires, Le Monde d'hier. Souvenirs d'un Européen, pleine de nostalgie pour un monde et une époque qu'il sait perdus). 
Ce livre réunit une partie consacrée à l'histoire, une à l'économie, une à la culture, puis de plus courtes notices portant sur les grandes villes, le bassin de l'Amazonie, sur les grands produits de l'économie du pays, l'or, le café, le sucre, le tabac... Le tableau en est idyllique. 

## Résumé
On peut décomposer Le Brésil, terre d'avenir en quatre grandes parties. Les trois premières traitent tour à tour de l'histoire, de l'économie et de la culture du Brésil. La quatrième est constituée d'une série de chapitres plus courts, rédigés comme des carnets de voyage, qui présentent différentes villes et facettes du pays. 

### Histoire
Dans cette première partie, Stefan Zweig revient sur l'histoire du Brésil. Il fait commencer cette histoire avec le débarquement de la flotte portugaise le 22 avril 1500 sous le commandement de Pedro Alvarez Cabral. Selon la version officielle, des vents contraires auraient poussé les bateaux vers l'ouest, alors que ces derniers empruntaient la route de Vasgo de Gama autour du Cap de Bonne-Espérance vers les Indes. Mais Zweig revient sur cette version et soutient l'hypothèse que la couronne portugaise aurait envoyé sa flotte vers l'Ouest en connaissance de cause, mais dans le secret pour éviter le risque qu'un royaume voisin ne s'en empare avant elle.

## Extraits
- "Je me faisais du Brésil la représentation moyenne et dédaigneuse des Européens et des Américains du Nord, que je m’efforce, à présent de la reconstituer : une de ces républiques sud-américaines qu’on ne distingue pas très exactement l’une de l’autre, au climat chaud et malsain, dont la politique est troublée et dont les finances sont désolées, l’administration déficiente, dont seules les villes côtières sont à demi-civilisées, mais aux beaux paysages et avec de nombreuses possibilités inutilisées – en somme, un pays pour émigrants désespérés ou pour colons, mais dont on ne pouvait à aucun titre attendre une impulsion pour l’esprit" (p. 9-10)
- "Je commençai pour la première fois à soupçonner la grandeur inconcevable de ce pays, qu’on devrait en réalité à peine appeler un pays, mais plutôt un continent, un monde, où il y a de l’espace pour trois cents, quatre cents, cinq cents millions d’hommes et sous cette terre luxuriante et vierge, une richesse immense dont la millième partie est exploitée. […] Et il faut voir avec quelle rapidité fond le dédain européen que j’avais avec la plus extrême légèreté emporté comme bagage : je compris que je venais de jeter un regard sur l’avenir de notre monde." (p. 12-13)
- "Ce problème central qui se pose à toutes les générations et, par la suite, à la nôtre, c’est la réponse à la question la plus simple et en même temps la plus nécessaire : comment les hommes peuvent-ils arriver à vivre en paix sur la terre, en dépit de toutes les différences de races, de classes, de couleurs, de religions et de convictions ? C’est le problème qui revient sans cesse et se pose impérieusement à toutes les sociétés, à tous les États." (p. 17)